# 久尔吉娜·尧科维奇
久尔吉娜·尧科维奇（1997年2月24日—），黑山女子手球运动员。她曾代表黑山参加2016年和2020年夏季奥林匹克运动会手球比赛，分别获得第十一名和第六名。